# سیارک ۲۱۷۳۶
سیارک ۲۱۷۳۶ (به انگلیسی: 21736 Samaschneid، نامگذاری:1999RW149) بیست و یک هزار و هفتصد و سی و ششمین سیارک کشف شده‌است که در ۹ سپتامبر ۱۹۹۹ کشف شد.
قدر مطلق سیارک برابر ۱۹.۵ است.